# AKROPOLE Alfa
AKROPOLE Alfa jusqu'en 2022 Alfa est un centre commercial situé dans le voisinage Teika de  la Banlieue de Vidzeme à Rīga en Lettonie.

## Présentation
En 2024, AKROPOLE Alfa est le plus grand centre commercial de Lettonie.
Il abrite près de 190 magasins et points de services dont un hypermarché Rimi et un cinéma Cinamon de huit salles.
AKROPOLE Alfa est le plus grand centre commercial de Lettonie, offrant une gamme large et variée de mode et de services, parmi lesquels H&M, Lindex, Zara, Reserved, Sportland, NS King, Salamander et d'autres, dont le seul magasin Zara Home en Lettonie.
Au 3ème étage du centre commercial se trouve un espace restauration avec des restaurants et des cafés, tandis qu'au 1er étage se trouvent également des restaurants rapides. 
Le centre commercial s'étend sur 5 niveaux.
En 2017, la superficie totale, incluant les aires de stationnement, est de 154 000 m2, tandis que la surface locative atteint 71,000 m2. 
Le centre commercial dispose d'un club de fitness MyFitness et d'une aire de jeux intérieure pour enfants Adventures' Zone.

## Transports
Le nombre de places de stationnement est de 1 750 places. 
Le centre commercial est situé à l’arrêt ALFA  :
- Bus n° 1, 14, 21
- Tramway : 1
- Trolleybus n° 4, 12, 16, 31, 34

## Propriétaires
Le propriétaire de AKROPOLE Alfa depuis novembre 2021 est Akropolis Group, qui gère en Lettonie et en Lituanie les centres commerciaux et de divertissement Akropolis à Vilnius, Klaipeda et Šiauliai, ainsi que Akropole à Riga. L'opération d'achat de AKROPOLE Alfa a été conclue le 30 novembre, avec l'achat de 100 % de la part du capital de SIA Delta Property, propriétaire de « Akropole Alfa »,.
Depuis le printemps 2022, le centre commercial Alfa a changé son nom en AKROPOLE Alfa, tandis que Akropole est devenu AKROPOLE Rīga. Il était prévu que le processus d'introduction d'une marque unifiée soit entièrement achevé au printemps 2022.
Depuis juin 2023, le directeur de AKROPOLES Alfa est Artūrs Bernhards.

## Galerie

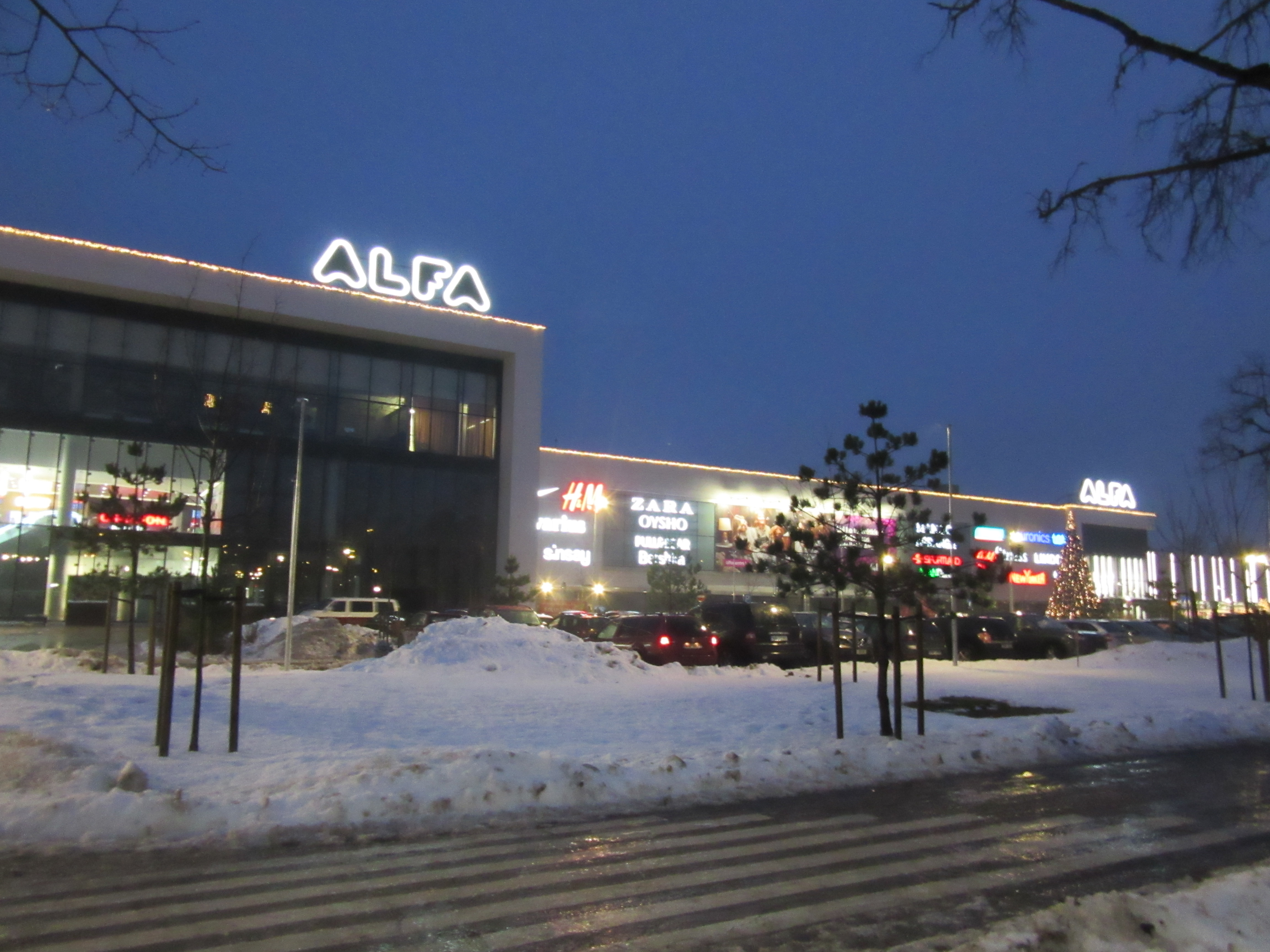
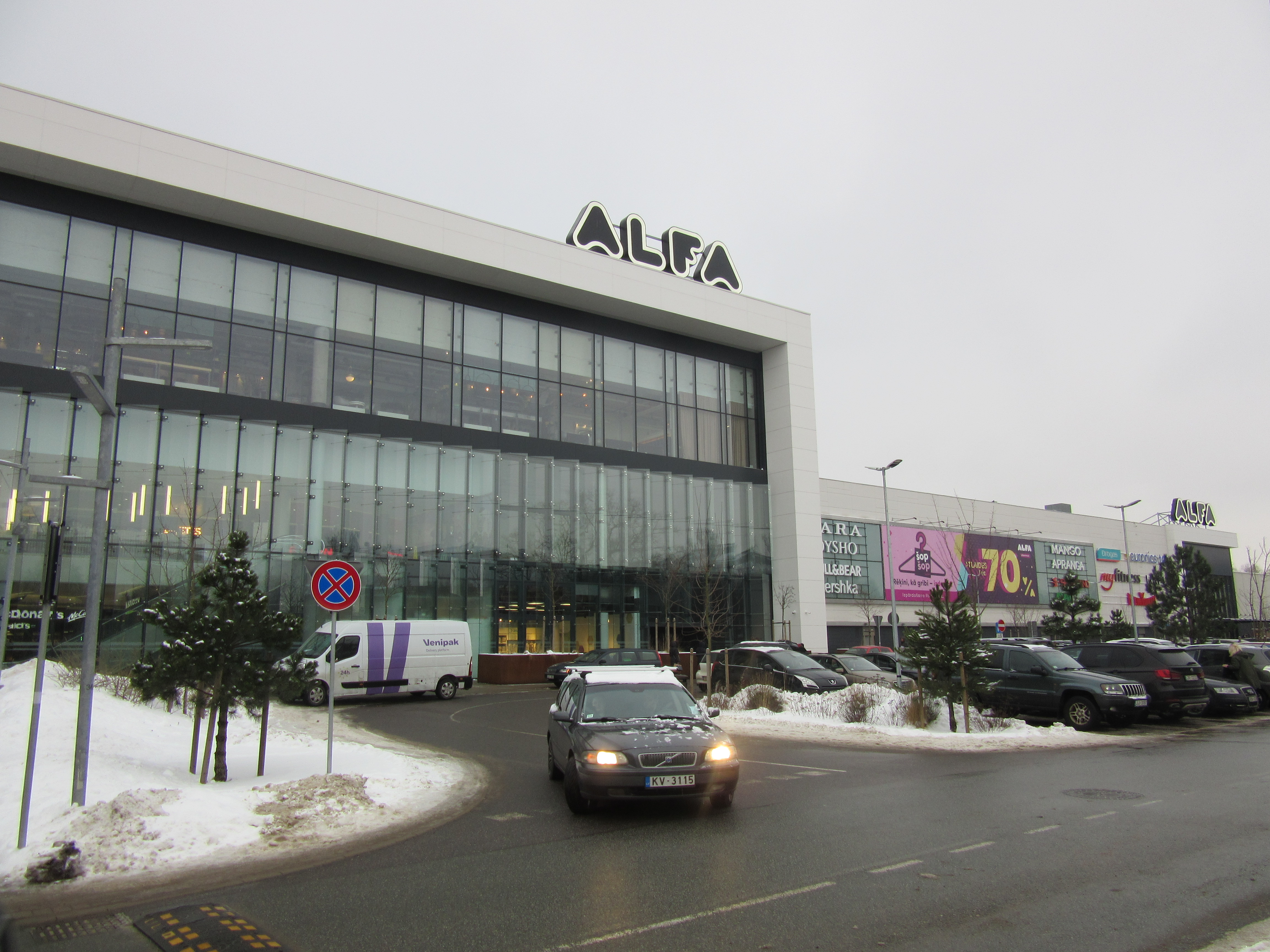
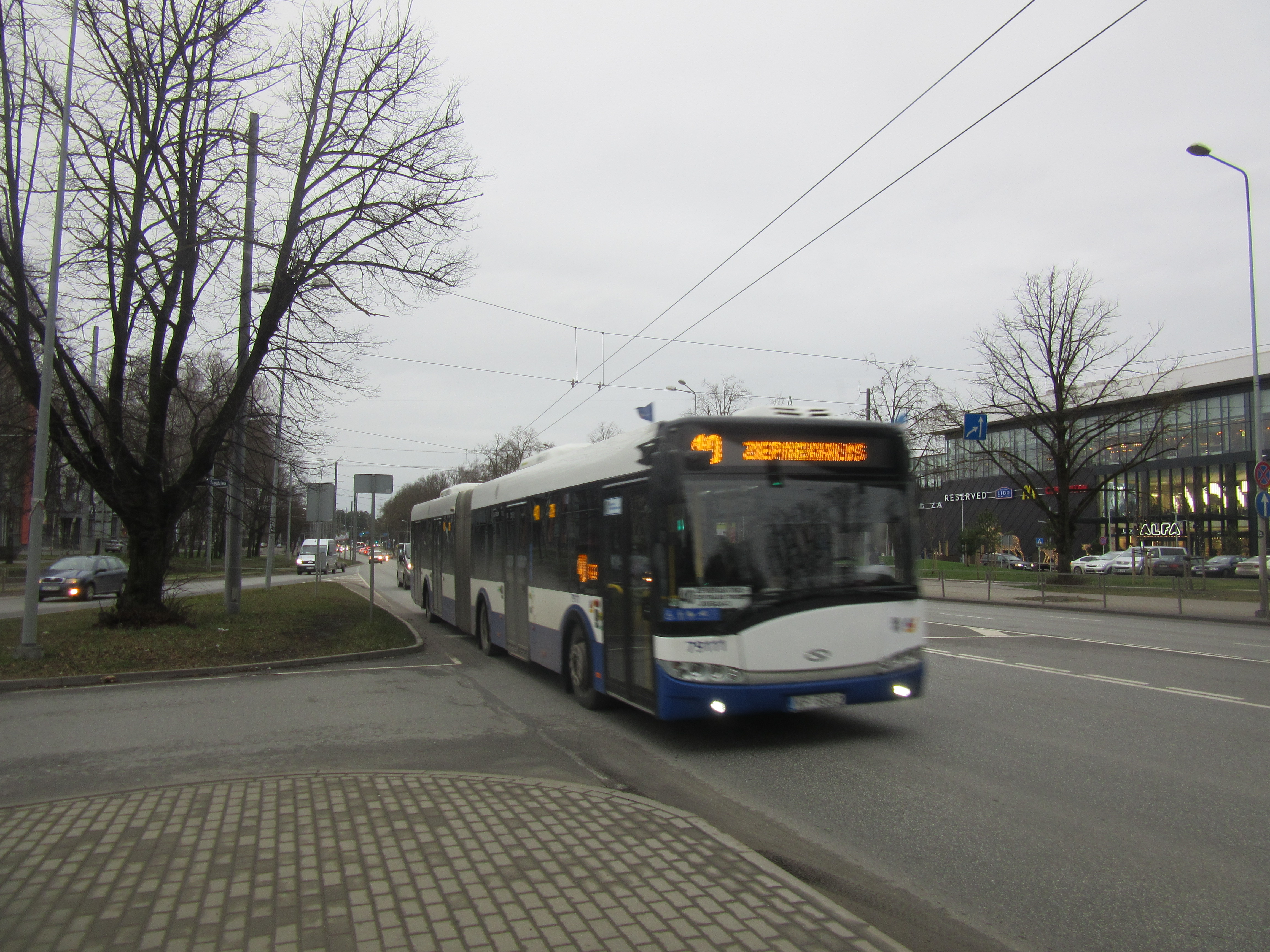